# Ladislaus Michael Kopetz
Ladislaus Michael Kopetz (* 8. August 1902 in Preßburg; † 22. Juli 1966 in Tamsweg bei Salzburg) war ein österreichischer Pflanzenbauwissenschaftler. 

## Leben und Wirken
Kopetz entstammt einer alten österreichischen Offiziersfamilie, studierte von 1920 bis 1924 Landwirtschaft an der Hochschule für Bodenkultur in Wien und arbeitete dann fünf Jahre lang als Assistent bei Erich von Tschermak-Seysenegg auf dem Gebiet der Pflanzenzüchtung. 1928 wurde er in Wien zum Doktor der Bodenkultur promoviert mit einer Dissertation über Anlage und Aussaat von Sortenversuchen.
Von 1929 bis 1937 leitete Kopetz das Referat Gemüsebau der Bundesanstalt für Pflanzenbau und Samenprüfung in Wien. Während dieser Zeit erkannte er die zentrale Bedeutung des entwicklungsphysiologischen Verhaltens der Kulturpflanzen für den Pflanzenbau und für die Pflanzenzüchtung. Er beschäftigte sich intensiv mit dem Problem des Photoperiodismus und konnte in experimentellen Untersuchungen grundlegende Zusammenhänge zwischen Tageslänge und Pflanzenwachstum nachweisen. Die Arbeiten über den Photoperiodismus waren auch Gegenstand seiner Habilitation. 1937 erhielt er mit der Schrift „Die Bedeutung von Zeitstufensaaten für die Beurteilung der photoperiodischen Reaktion sommerannueller Pflanzen“ die Venia legendi für Pflanzenbau mit besonderer Berücksichtigung des Gemüsebaus.
1937 übernahm Kopetz die Leitung der neu gegründeten Lehr- und  Versuchsanstalt für Gartenbau in Wien. 1939 wurde er als Abteilungsleiter an die Versuchs- und Forschungsanstalt für Gartenbau nach Eisgrub versetzt, wo er bis zum Ende des Zweiten Weltkrieges tätig war. Über die dort durchgeführten Forschungsarbeiten hat er in der 1943 erschienenen Schrift „Gemüsebau und Volksernährung“ und in mehreren praxisnahen Beiträgen berichtet. Seine 1941 mit Karl Friedrich Wehlmann veröffentlichte Schrift über Gemüsepaprika hat den Anbau dieser Gemüseart in Österreich und Deutschland wesentlich beschleunigt.
1946 wurden an der Hochschule für Bodenkultur in Wien die bis dahin eigenständigen Lehrkanzeln für landwirtschaftlichen Pflanzenbau und Pflanzenzüchtung zusammengelegt und ein Institut für Pflanzenbau und Pflanzenzüchtung geschaffen. Kopetz wurde zum Leiter dieses neuen Instituts ernannt, an dem er – seit 1950 als ordentlicher Professor – bis 1966 wirkte. Anfangs beschäftigte er sich mit grundsätzlichen Fragen der Düngung, Bodenbearbeitung und des Kartoffelbaus. Später setzte er seine Untersuchungen über den Photoperiodismus fort. Weitere Forschungsschwerpunkte waren die Staffeldüngung mit Stickstoff im Getreidebau, die Feldberegnung, die Auswirkungen viehloser Bewirtschaftung auf die Pflanzenproduktion sowie die Verbesserung züchterischer Ausleseverfahren. Beachtenswert sind seine drei nach 1950 erschienenen Bücher über Pflanzenzüchtung, Düngung und Kartoffelbau.
Kopetz war langjähriger Mitherausgeber der Zeitschrift „Die Gartenbauwissenschaft“ und seit 1959 Hauptschriftleiter der führenden österreichischen agrarwissenschaftlichen Fachzeitschrift „Die Bodenkultur“.
Seit 1920 war er Mitglied der katholischen Studentenverbindung KÖHV Nordgau Wien.

## Bücher und Schriften
- Gemüse-Fibel. Kurzgefaßte Darstellung des Freilandgemüsebaues für Landwirte und Kleingärtner. Agrarverlag Wien 1935; 2. Aufl. 1938; 3. Aufl. 1941; 4. Aufl. 1947; 5. Aufl. Österr. Agrarverlag Wien 1957.
- Gemüsebau im Hausgarten. Reichsnährstand Verlagsges. Wien 1940; 5. Aufl. Österreich. Agrarverlag Wien 1947.
- Der Gemüsepaprika. Seine Kultur und seine Verwertung (mit Karl Friedrich Wehlmann). Verlag Bechthold & Co. Wiesbaden 1941.
- Bodenbearbeitung und Düngung im Gemüsegarten des Selbstversorgers. Frick Verlag Wien 1942 = Grüne Bücherei H. 5.
- Gemüsebau und Volksernährung. Ein Beitrag zu den Arbeiten der Versuchs- und Forschungsanstalt für Gartenbau in Eisgrub, Niederdonau. St. Pöltner Zeitungs-Verlags-Ges. St. Pölten 1943 = Niederdonau, Ahnengau des Führers H. 82.
- Grundbegriffe der Pflanzenzüchtung. Mit einem Fachwörterbuch und 24 Abbildungen. Verlag Gerold Wien 1952.
- Düngen wir richtig? Die Anwendung des Handelsdünger auf das Ackerland. Leopold Stocker Verlag, Graz/Göttingen 1952; 2. Aufl. 1953; 3. Aufl. 1957.
- Neue Wege im Kartoffelbau (mit Otto Steineck). Leopold Stocker Verlag, Graz u. Göttingen 1953; 2. Aufl. 1959.